# Harpia grossa
|  | No s'ha de confondre amb Harpyia. |

L'harpia grossa (Harpia harpyja) és un ocell rapinyaire de la família dels accipítrids (Accipitridae) i única espècie del gènere Harpia Vieillot, 1816. Aquesta àguila neotropical fou descrita el 1758 per Carl von Linné al seu Systema naturae com a Vultur harpyja.
És el rapinyaire més gran i poderós que es troba al Nou Món. Sol viure a les zones baixes de les selves tropicals. El seu estat de conservació es considera vulnerable.
El seu nom prové de les harpies de la mitologia grega, que eren esperits de l'aire que s'enduien els morts cap a l'Hades i als quals atribuïa un cos d'àguila i un cap de persona.
És l'au nacional de Panamà i apareix l'escut d'armes del país.

## Descripció
L'harpia és l'àguila més gran que existeix, darrere de l'àguila monera de les Filipines (Pithecophaga jefferyi). L'extinta àguila de Haast de Nova Zelanda feia però, el doble que una harpia.
El cap de l'harpia és de color gris perla. La part superior de l'esquena, les ales i la pitrera estan cobertes de plomes de color negre pissarra. La part inferior de les ales i l'abdomen són blancs. La cua és negra amb tres franges grises. Com a tret molt característica, l'harpia té al cap una cresta erèctil. El seu bec és molt fort i disposa d'unes urpes que poden arribar a fer 15 cm, més llargues que les d'un os bru.

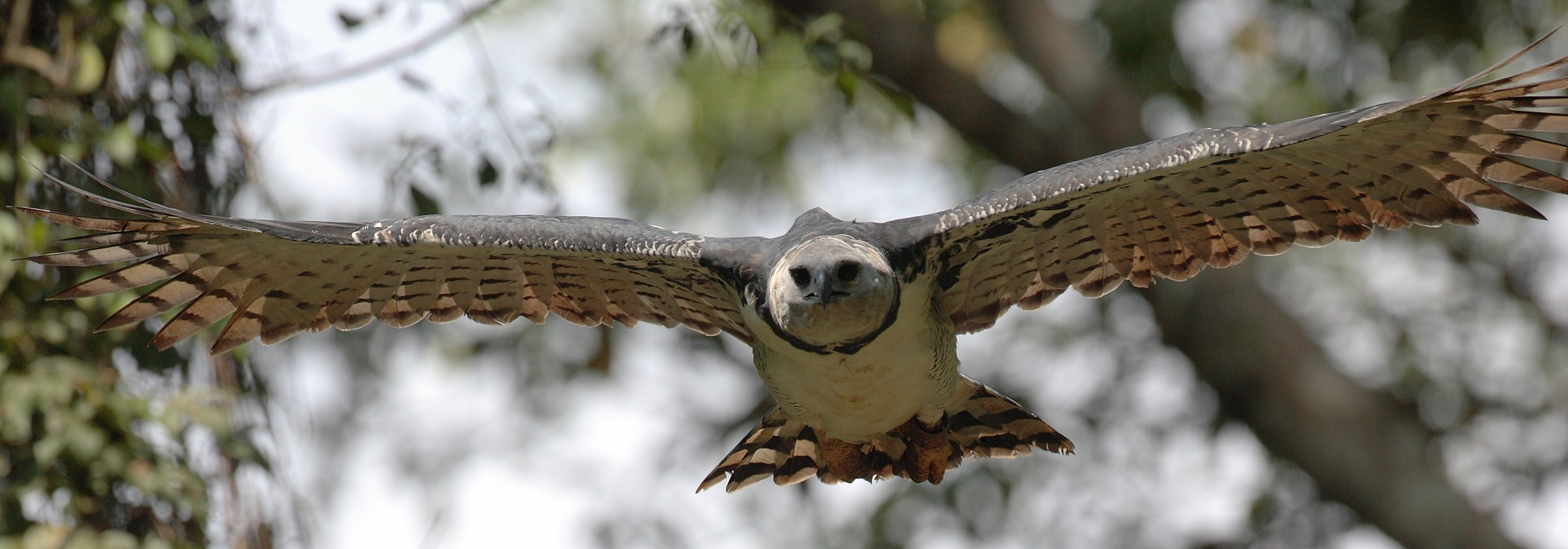
Vol de l'harpia

La femella és més gran que el mascle. Sol fer uns 100-110 cm de llarg, uns 200 d'envergadura i pesa entre 6,5 i 9 kg de mitjana.

## Ecologia
Aquesta espècie és activament carnívora. Les seves preses preferides són els mamífers arborícoles com ara les mones, els coatís o els peresosos. També pot atacar altres espècies d'ocells. Els esperons són extremadament potents per tal d'esclafar el cap de les víctimes i poden arribar a exercir una pressió de 42 kgf cm².

## Estat i conservació
L'harpia està amenaçada per la desforestació i la caça indiscriminada.